# Marathon van Osaka 2004
De marathon van Osaka 2004 werd gelopen op zondag 25 januari 2004. Het was de 23e editie van de marathon van Osaka. Alleen vrouwelijke elitelopers mochten aan de wedstrijd deelnemen. De Japanse Naoko Sakamoto kwam als eerste over de streep in 2:25.29.

## Uitslagen
| rang   | naam              | land | tijd    |
| ------ | ----------------- | ---- | ------- |
| Goud   | Naoko Sakamoto    | JPN  | 2:25.29 |
| Zilver | Masako Chiba      | JPN  | 2:27.38 |
| Brons  | Hiromi Ominami    | JPN  | 2:27.40 |
| 4      | Mizuho Nasukawa   | JPN  | 2:29.49 |
| 5      | Harumi Hiroyama   | JPN  | 2:31.07 |
| 6      | Ryoko Kitajima    | JPN  | 2:31.18 |
| 7      | Renata Paradowska | POL  | 2:31.47 |
| 8      | Takako Kotorida   | JPN  | 2:32.15 |
| 9      | Yoko Shibui       | JPN  | 2:33.02 |
| 10     | Asha Gigi         | ETH  | 2:34.58 |
| 11     | Yumiko Kitayama   | JPN  | 2:35.28 |
| 12     | Luminita Talpos   | ROU  | 2:35.59 |
| 13     | Kazue Ogoshi      | JPN  | 2:36.27 |
| 14     | Simona Staicu     | HUN  | 2:36.46 |
| 15     | Asami Obi         | JPN  | 2:36.56 |
| 16     | Ai Sugihara       | JPN  | 2:38.12 |
| 17     | Kayoko Obata      | JPN  | 2:39.11 |
| 18     | Hiromi Nakayama   | JPN  | 2:39.36 |
| 19     | Sonja Oberem      | GER  | 2:42.56 |
| 20     | Makiko Hotta      | JPN  | 2:45.26 |
| 21     | Reiko Kobayashi   | JPN  | 2:45.45 |
| 22     | Satoko Uetani     | JPN  | 2:48.56 |
| 23     | Yuka Mitani       | JPN  | 2:49.24 |
| 24     | Yumiko Minato     | JPN  | 2:49.46 |
| 25     | Shinobu Sanai     | JPN  | 2:49.49 |

1982 ·
1983 ·
1984 ·
1985 ·
1986 ·
1987 ·
1988 ·
1989 ·
1990 ·
1991 ·
1992 ·
1993 ·
1994 ·
1995 ·
1996 ·
1997 ·
1998 ·
1999 ·
2000 ·
2001 ·
2002 ·
2003 ·
2004 ·
2005 ·
2006 ·
2007 ·
2008 ·
2009 ·
2010 ·
2011 · 
2012 ·
2013 ·
2014 ·
2015 ·
2016 ·
2017